# Город под куполом
Город под куполом (англ. domed city) — разновидность теоретической или вымышленной структуры, которая представляет собой большую урбанизированную область, помещённую под единую крышу. В большинстве описаний купол является герметичным, что позволяет контролировать температуру и качество воздуха под ним. Города под куполом являются одной из повторяющихся тем в научной фантастике и футурологии начиная с первой половины XX века. Различные авторы располагают их на Земле, Луне или других планетах.

## Происхождение
Когда появилось первое описание города под куполом, доподлинно неизвестно. Словосочетание «domed city» в XIX веке использовалось в другом смысле: оно обозначало скайлайн, в котором господствуют здания с крышей в форме купола. Один из каталогов ранних научно-фантастических произведений упоминает изданную в 1881 году фантастическую книгу Уильяма Делайл Хэя «Триста лет спустя» (англ. Three Hundred Years Hence), в которой описывается будущая цивилизация, в которой большая часть человечества живёт в накрытых стеклянными куполами городах под поверхностью моря, что даёт возможность использовать поверхность суши преимущественно для сельского хозяйства. В данном каталоге также приводятся некоторые упоминания концепции, относящиеся к началу XX века. 
В советской фантастике в качестве города под куполом упомянут Фаэтонград на Марсе из романа Мартынова «Гость из бездны» (1961).

## Темы
Авторы используют города под куполом для разрешения многих проблем. Иногда они воздвигаются на благо людей, живущих в них, иногда нет. Обычным мотивом являются проблемы загрязнения воздуха и иные виды разрушения окружающей среды, особенно в произведениях, относящихся к середине и концу XX века. В некоторых работах в городах под куполом живут остатки человечества, остальная часть которого умерла или умирает. В фильме 1976 года «Бегство Логана» присутствуют оба таких мотива. Персонажи фильма живут в комфортабельном городе под куполом, однако системы города одновременно контролируют их, не допуская восстановления прежней численности человечества.
В литературоведении город под куполом интерпретируется как символическое чрево, которое одновременно кормит и защищает человечество. В то время как другие сюжеты научной фантастики делают акцент на безбрежности просторов вселенной, тема города под куполом ограничивает его обитателей, с тем подтекстом, что их взаимодействие с внешним миром приведёт к возникновению хаоса.

## Инженерные проекты

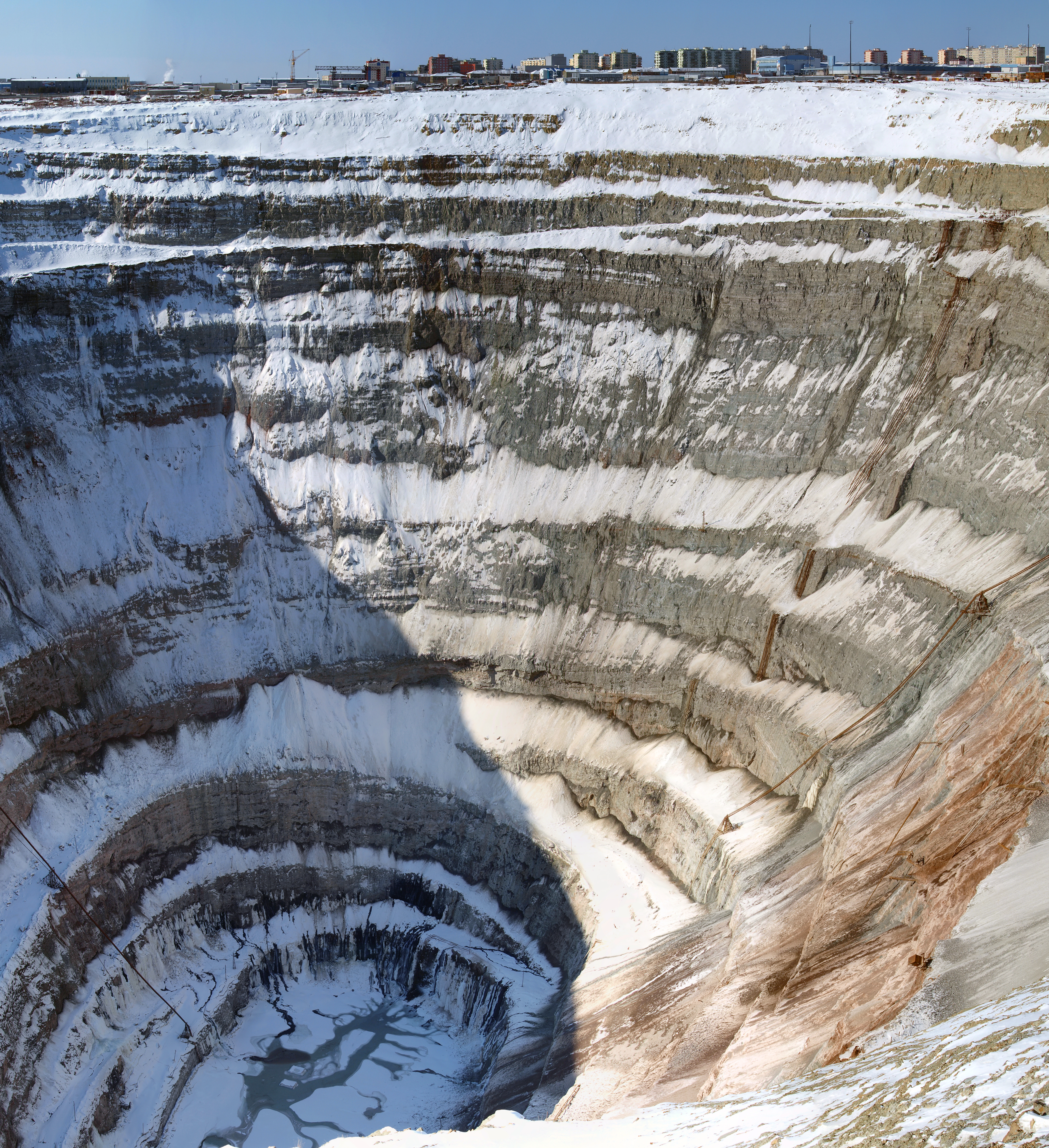
Идеальное место для размещения города под куполом: карьер Мир, город Мирный, Якутия

В 1960—1970-х годах концепция города под куполом широко обсуждалась вне контекста научной фантастики. В 1960 году инженер Бакминстер Фуллер описал трёхкилометровый геодезический купол, накрывающий Средний Манхэттен, который позволил бы регулировать погодные условия в данном районе и уменьшить загрязнение воздуха.
Проекты возведения купола предлагались в начале 1970-х для города Надым на Ямале, в 1979 году — для города Винуски (штат Вермонт), в 2010 году — для Хьюстона и для города Мирный в Якутии.